# Coenosia tinctifacies
Coenosia tinctifacies är en tvåvingeart som först beskrevs av Albuquerque 1958.  Coenosia tinctifacies ingår i släktet Coenosia och familjen husflugor. Inga underarter finns listade i Catalogue of Life.